# Guatemala nos Jogos Pan-Americanos de 1951
A Guatemala competiu nos Jogos Pan-Americanos de 1951 em Buenos Aires de 25 de fevereiro a 10 de março de 1951. Conquistou três medalhas de bronze.

## Medalhistas
| Atleta           | Esporte            | Evento                      | Medalha |
| ---------------- | ------------------ | --------------------------- | ------- |
| Luis Valázquez   | Atletismo          | Maratona - masculino        | Bronze  |
| Enrique Salazar  | Atletismo          | Decatlo - masculino         | Bronze  |
| Dolores Castillo | Saltos ornamentais | Trampolim de 3 m - feminino | Bronze  |

| Esporte            | Medalha de ouro | Medalha de prata | Medalha de bronze | Total |
| Atletismo          | 0               | 0                | 2                 | 2     |
| Saltos ornamentais | 0               | 0                | 1                 | 1     |
| Total              | 0               | 0                | 3                 | 3     |